# Bamboujou
Bamboujou ist ein temporärer Fluss, nach Art eines Fiumara, auf Anjouan einer Insel der Komoren in der Straße von Mosambik.

## Geographie
Der Fluss entspringt am Hang bei Moya im Südwesten von Anjouan. Er verläuft nach Westen und mündet zusammen mit dem Hajindza bald in die Straße von Mosambik.